# Opéra romantique
L'opéra romantique correspond à un moment de l'histoire de l'opéra qui figure un agrégat de genres musicaux lyriques se développant parallèlement avec l'apparition au XIXe siècle et le développement de la musique romantique. Il est caractérisé par la mise en avant de l'émotion transmise par la musique et les sentiments des personnages, privilégiant ainsi les moments et les effets dramatiques, à rebours de la farce typique des ouvrages du siècle précédent.
L'opéra romantique se trouve dans tous les pays d'Europe occidentale où la composition de musique savante et d'opéras existent : l'Allemagne, l'Italie et la France notamment. Le genre de l'opéra se développe dans de grandes proportions durant le XIXe siècle, multipliant et les ouvrages composés et les scènes sur lesquelles il est représenté. Les principaux représentants de cette période sont le compositeur français Georges Bizet, les italiens Gioachino Rossini et Giuseppe Verdi, ou encore l'allemand Richard Wagner.

## Historique

### Genèse
De la même manière que la première moitié du XIXe siècle est le moment d'un bouleversement dans la musique qui s'inscrit à son tour dans l'esthétique européenne du romantisme, cette période marque un tournant pour l'évolution de l'opéra : le drame romantique délaisse la forme de l'opera seria pour se créer une identité propre. Les bouleversements stylistiques opérés par Wolfgang Amadeus Mozart à la fin du XVIIIe siècle joue un rôle important dans le renouvellement des formes de l'opéra, de même que les ouvrages de Christoph Willibald Gluck, tels que Iphigénie en Tauride créé en 1779, qui s'inscrivent durablement dans le répertoire, préfigurent une nouvelle esthétique qui rejette le merveilleux pour laisser la place à l'expression du « sentiment ». Par ailleurs, des enjeux sociétaux voire politiques transforment le rôle de l'opéra et ses modalités de création et de diffusion : les compositeurs deviennent davantage indépendants des institutions académiques et politiques, les financements se diversifient et une classe moyenne bourgeoise veut participer et l'opéra va également servir les combats et causes du siècle. De ce fait, les productions grossissent et les opéras deviennent des spectacles complexes et techniques avec des décors et costumes qui prennent de l'ampleur.
L'opéra romantique est également synonyme de l'apparition d'un opéra allemand, hériter du Singspiel : Fidelio, de Ludwig van Beethoven créé en 1805 à Vienne, représente la pierre angulaire des deux siècles et le départ d'un nouveau genre dont le compositeur allemand Carl Maria von Weber incarne le premier représentant. En effet, aucun opéra en langue allemande n'est écrit alors, hormis certains ouvrages lyriques tels que Die Entführung aus dem Serail et La Flûte enchantée de Mozart. C'est avec Der Freischütz, créé en 1821 à Berlin, que Carl Maria von Weber ouvre la voie à l'opéra allemand et à de nombreux autres opéras romantiques,. Bien que l'ouvrage conserve des passages parlés entre les numéros à la manière du Singspiel, les effets dramatiques et le déroulement de l'intrigue et des thèmes musicaux préfigurent le romantisme dans l'opéra. Si Fidelio se démarque par son sujet idéaliste et romantique dans le cadre d'un appel à la liberté, Der Freischütz relève quant à lui davantage du fantastique, mettant l'accent sur la mélodie, rejetant ainsi les derniers restes de l'opéra italien. 

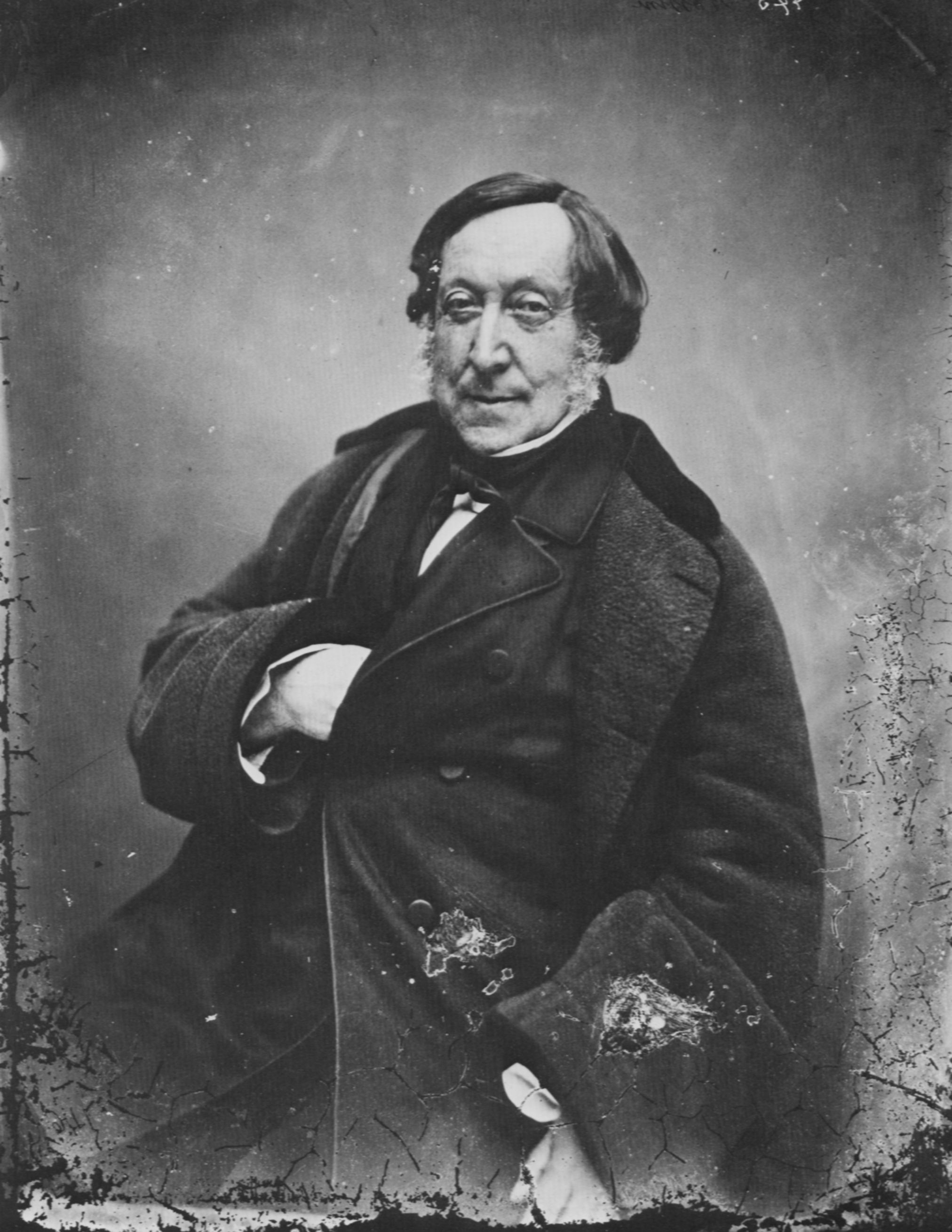
Gioachino Rossini (1792-1868) vers 1856.

Gioachino Rossini, musicien précoce et prolifique, écrit de très nombreux opéras dès les années 1810. Il compose pour la seule année 1812 pas moins de cinq ouvrages du genre et obtient un certain succès l'année suivante avec deux opéras de genre respectivement seria et buffa : Tancrède et L’Italiana in Algeri. Âgé alors de seulement vingt et un ans, ses deux opéras font le tour des scènes de l'Italie et lui procure déjà une certaine renommée, lui ouvrant la porte à de meilleurs moyens pour produire ses ouvrages. Son opéra Le Barbier de Séville, créé à Rome en 1816, est joué à Paris en 1819, et, malgré un accueil négatif de la parti du public alors, rentre par la suite durablement dans le répertoire. C'est avec Guillaume Tell de 1829 que le compositeur parvient à synthétiser tous les styles européens et cristallise le nouveau genre de l'opéra romantique.
Le très grand succès de Robert le Diable de Giacomo Meyerbeer créé en 1831 à Paris en fait un jalon particulier dans l'opéra dit romantique : adoré lors des premières représentations, joué cinquante fois la première année et resté plus de quarante ans à l'affiche, cet ouvrage traverse le siècle, est monté de nombreuses fois et connaît de multiples nouvelles productions.

### Genres

#### Grand opéra

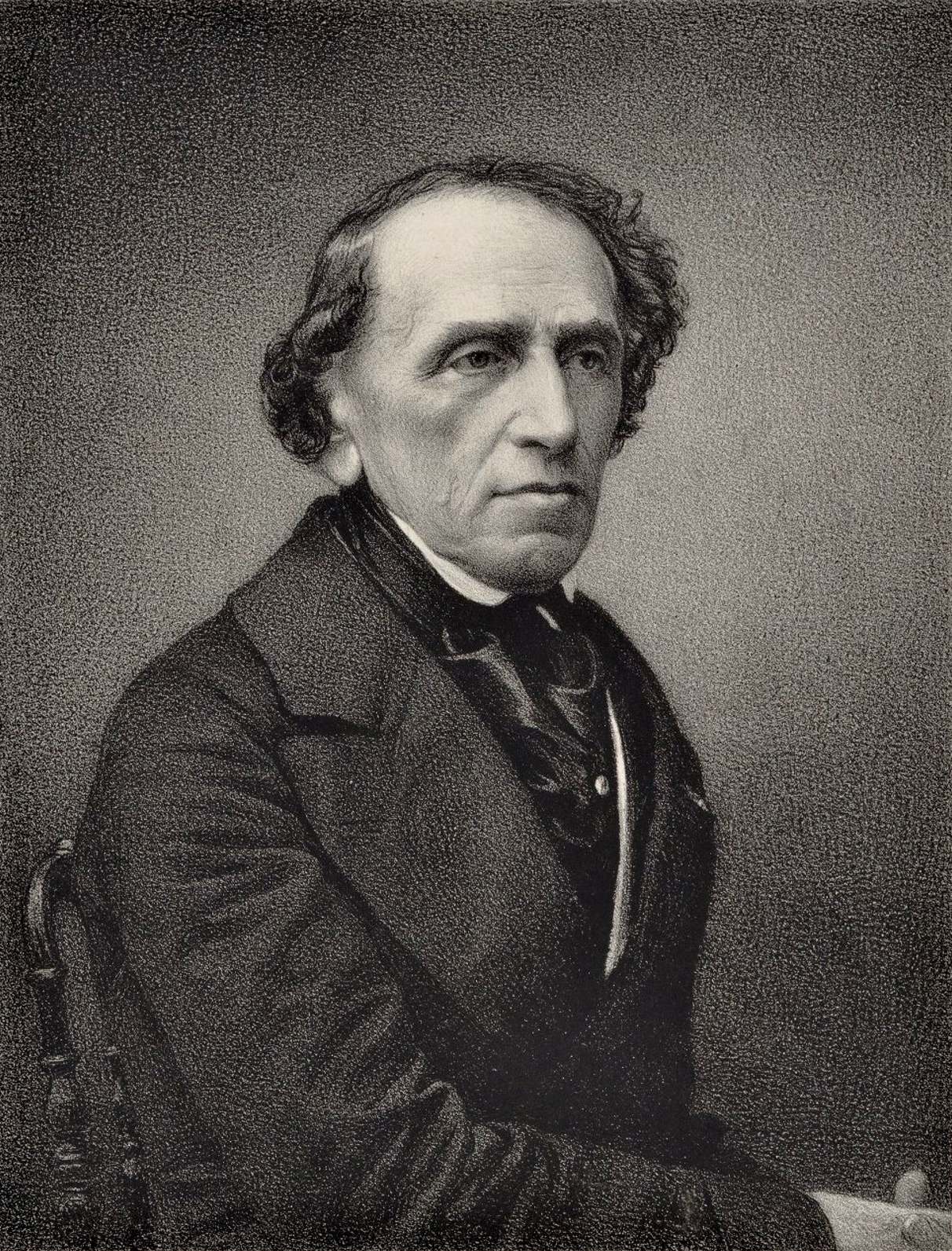
Giacomo Meyerbeer (1791-1864) en 1865.

Dans le même temps, le genre d'opéra typiquement français appelé grand opéra, qui désigne les ouvrages de genre sérieux entièrement chanté avec une mise en scène spectaculaire, voit le jour, dont le précurseur est l'italien vivant en France, Luigi Cherubini. Le grand opéra, à son apogée entre les années 1830 et 1850, est un genre conçu aussi pour les attentes d'une bourgeoisie à la recherche de grands spectacles historiques et les classes populaires par sa simplicité qu'il permet d'offrir au plus grand nombre. Le grand opéra comporte par ailleurs un ballet et situe généralement son action au sein d'un événement historique éloigné de l'époque de composition, tels que le Moyen Âge ou la Renaissance. D'autres compositeurs jouent le rôle de tête de file dans le développement initial de ce genre, tels que Daniel-François-Esprit Auber, qui, avec La Muette de Portici, créé en 1821 à Paris puis repris en 1830 à Bruxelles, déclenche une insurrection belge. François-Adrien Boieldieu a également un rôle important dans cette première moitié du siècle, auteur de nombreux opéra-comiques, mais les représentants principaux de l'apogée du grand opéra sont notamment le franco-allemand Giacomo Meyerbeer avec Les Huguenots de 1836 ainsi que Fromental Halévy avec La Juive (1835). Les principaux compositeurs d'opéras du siècle composent eux aussi des grands opéras avec Guillaume Tell de Giaochino Rossini créé en 1829, Don Carlos de Giuseppe Verdi de 1867 ou encore Hamlet de 1868 par Ambroise Thomas.

#### Drame lyrique
À la suite du grand opéra, à partir des années 1850, apparaît le genre du drame lyrique à l'origine typiquement française, qui se différencie par une tempérance et une sobriété mettant l'accent sur la mélodie et caractérisé par son intimisme. Le genre est représenté notamment par Charles Gounod avec Faust de 1859, Manon de Jules Massenet créé en 1884 ou encore Samson et Dalila de 1877 de Camille Saint-Saëns.

## Description
L'opéra romantique se distingue des ouvrages antérieurs par sa recherche d'unité dans sa longueur, allant au-delà des structures à numéros et de l'alternance du parlé et du chanté de l'opéra-comique français ou du Singspiel allemand. De plus, les airs chantés à deux sont progressivement remplacés par un dialogue lyrique et au monologue davantage fluide s'enchaînant en laissant moins de pauses entre les morceaux de l'action, augmentant ainsi la place et le rôle du récitatif. L'aspect théâtral de l'ouvrage prend le pas en partie sur les exigences musicales dans une recherche de fusion des genres, laissant également la place à un réalisme dramatique au sein de l'intrigue et du déroulé de la structure esthétique.
L'opéra romantique se caractérise également par une simplification de l'action dramaturgique et un rapport plus exigeant avec la voix : l'aisance et la fluidité du chant caractéristiques des opéras antérieurs tels que ceux de Mozart sont remplacés par de la puissance et de l'aigu virtuose et la voix de soprano, en particulier les colorature, prend une place majeure dans le spectre des tessitures confiés aux solistes. En effet, le rôle de ceux-ci va devenir de plus en plus prépondérant. Par ailleurs, si le bel canto est encore de mise dans les opéras de Gioachino Rossini, il va progressivement disparaître au profit d'un chant plus réaliste et prenant en compte les caractéristiques de la langue. En parallèle, on observe une mise en avant des chœurs dans les ouvrages lyriques : ceux-ci servent la nouvelle dimension idéologique de l'opéra romantique. Le chœur représente le peuple et une communauté civique au sein d'une période de construction des nations.
Par ailleurs, en accord avec le développement du romantisme en art, l'opéra romantique se focalise sur l'émotion produite par la musique et jouée par les personnages dans l'intrigue : le compositeur italien Vincenzo Bellini explique que le « le drame en musique doit faire pleurer, frémir, mourir par le chant ». L'ouvrage lyrique donne alors priorité aux sentiments et à la passion qui touche à la fois le musicien, le personnage et le public. En cela, le récit peut se passer de la vraisemblance de l'action au profit de l'émotion ressentie dans les réactions des personnages et faire passer la raison après l'expression directe de leurs sentiments personnels.
L'opéra romantique accorde une place importante au message idéologique et au pouvoir qu'il a de générer des émotions énergiques du public : dans La Muette de Portici, l'air « Amour sacré de la patrie » joue un rôle dans l'apparition des émeutes qui mèneront à la révolution de juillet 1830 en Belgique. De même, chez Giuseppe Verdi, plusieurs chants chorales serviront d'hymnes patriotiques tels que dans son opéra Risorgimento!.

## Figures principales

### Françaises

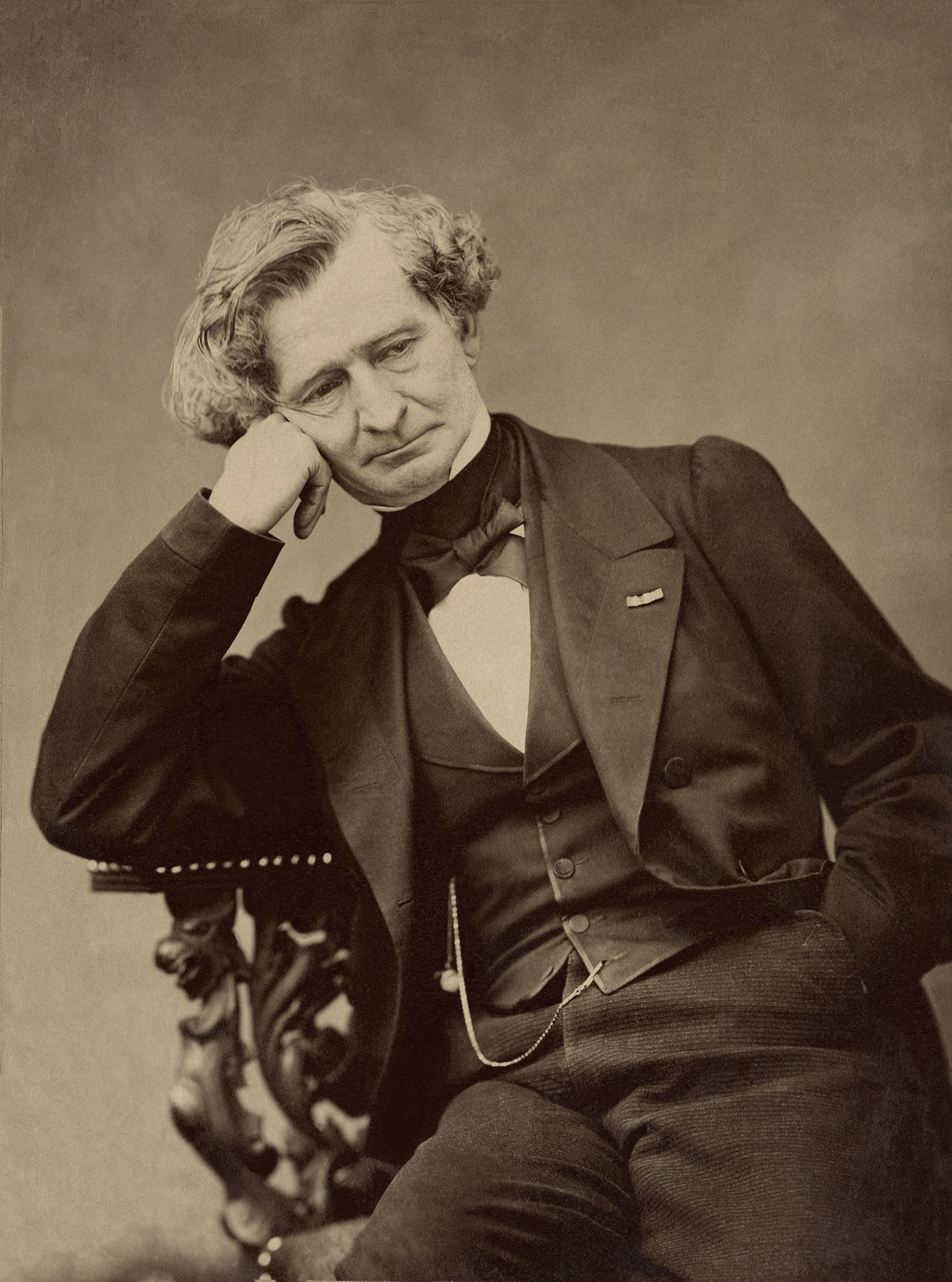
Hector Berlioz (1803-1869) en 1863.

Hector Berlioz est un compositeur de plusieurs ouvrages lyriques qui explorent les dimensions du drame romantique malgré l'insuccès de ses compositions : Benvenuto Cellini de 1838 est très vite oublié, La Damnation de Faust, à mi-chemin entre opéra et oratorio n'obtient pas plus de succès et est écarté dès les premières représentations, et son grand ouvrage Les Troyens n'est pas représenté du vivant du compositeur. Béatrice et Bénédict de 1862 est le seul de ses opéras à recevoir un bon accueil, mais seulement à l'étranger puisqu'il est créé à Baden-Baden en Allemagne.
Charles Gounod obtient un succès à Paris avec deux de ses opéras tirés de drames littéraire : Faust, de 1859, adapté de l'œuvre de Johann Wolfgang von Goethe ainsi que Roméo et Juliette, adapté de la pièce éponyme de William Shakespeare, créé en 1867.
Georges Bizet est à l'origine de plusieurs opéras, dont Carmen, créé en 1875, est le plus connu encore aujourd'hui, qui témoigne d'un certain attrait pour le monde méditerranéen qui apparaît dans la seconde partie du siècle. Initialement composé à la manière des opéra-comique, les passages parlés sont remplacés après sa mort par des récitatifs. A l'opposé, les ouvrages de Jacques Offenbach trouvent leur place à la fin du siècle.

### Italiennes

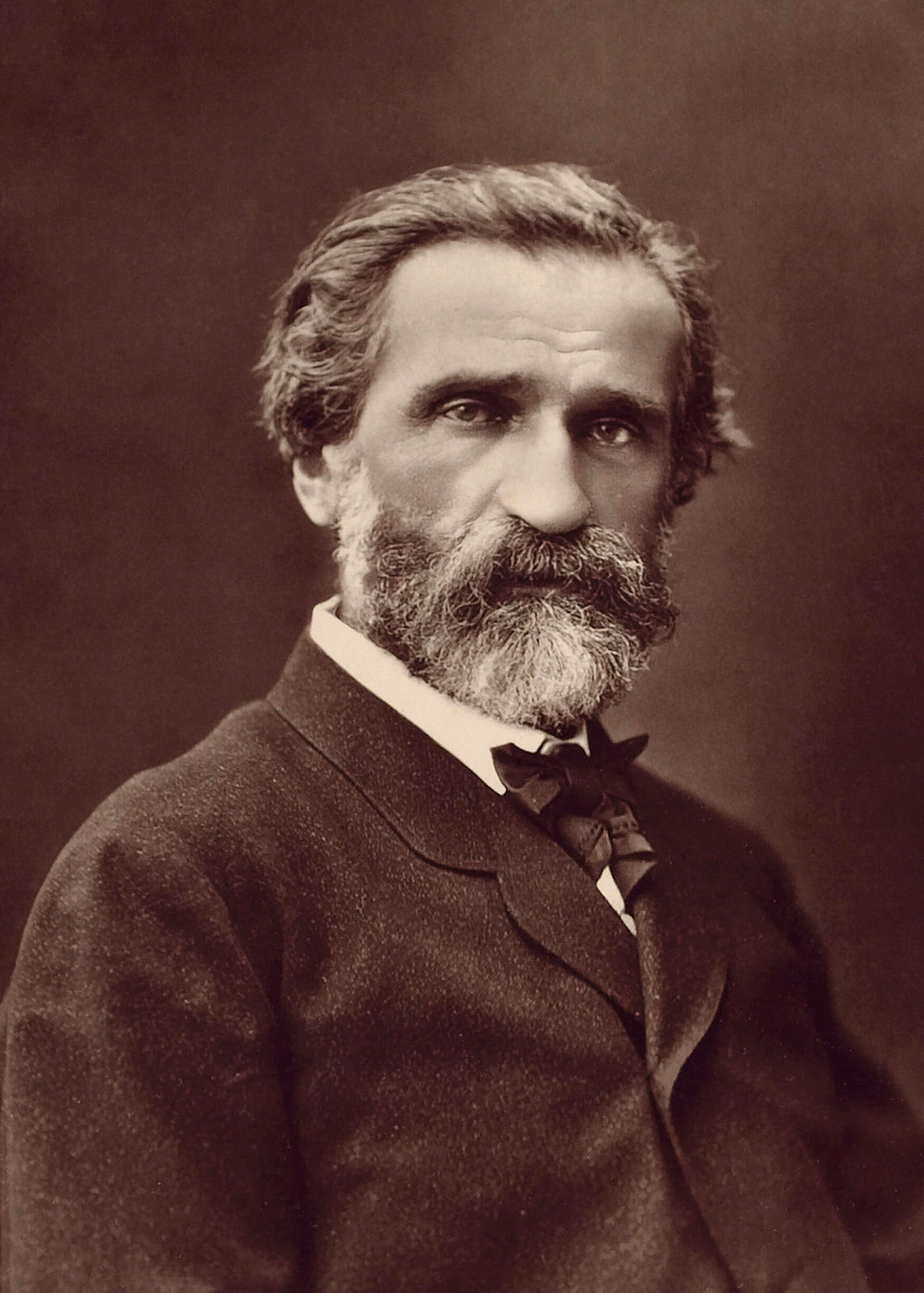
Giuseppe Verdi (1813-1901) vers 1870.

Originaires de l'Italie, des compositeurs tels que Vincenzo Bellini et Gaetano Donizetti, tous deux actifs dans la première moitié du siècle, ont une place importante dans l'évolution du genre de l'opéra romantique à la suite de Gioachino Rossini. Le second acquiert une renommée très importante à Paris à partir des années 1840 quand celui-ci arrive dans la ville depuis l'Italie : après avoir connu un fort succès avec Lucio de Lammermoor en 1835 à Naples qu'il adapte également avec succès en français en 1839 au Théâtre de la Renaissance. De plus, il présente l'année suivante à l'Opéra-comique de Paris La Fille du régiment qui malgré un accueil mitigé, se fera une place dans le répertoire. Vicenzo Bellini, en revanche, se fait remarquer dès le début des années 1830 avec son opéra Norma mais c'est avec Les Puritains que le compositeur connaît un très grand succès, Gioachino Rossini lui-même lui remet la Légion d'honneur qu'il reçoit ; il s'agit de son dernier car il meurt la même année.
Giuseppe Verdi représente l'évolution de l'opéra romantique tout au long du XIXe siècle : s'il écrit une grande séquence monumentale dans Oberto, conte di San Bonifacio de 1839, restes de la manière de ses prédécesseurs, il se dirige progressivement vers la construction d'une unité continue dramatique dans Falstaff de 1886, qui préfigure un renouveau de l'opéra par la suite, sans toutefois abandonner complètement les soupirs et les ensembles vocaux.
Par ailleurs, la religion dans l'opéra romantique italien semble jouer une place assez importante dans le déroulement dramatique de l'intrigue. À plusieurs occasions le personnage a recours à la prière dans un moment de tension dramatique, comme c'est le cas du personnage éponyme dans Norma de Vincenzo Bellini et les références régulières des personnages à Dieu et aux éléments religieux. Dans le même temps, on trouve également des visions désabusées de l'Église dans Don Carlos de Giuseppe Verdi au travers du rôle de l'Inquisition dans l'intrigue, qui trouve son sommet dans la scène de l'Autodafe où les moines exécutent les hérétiques.

### Allemandes

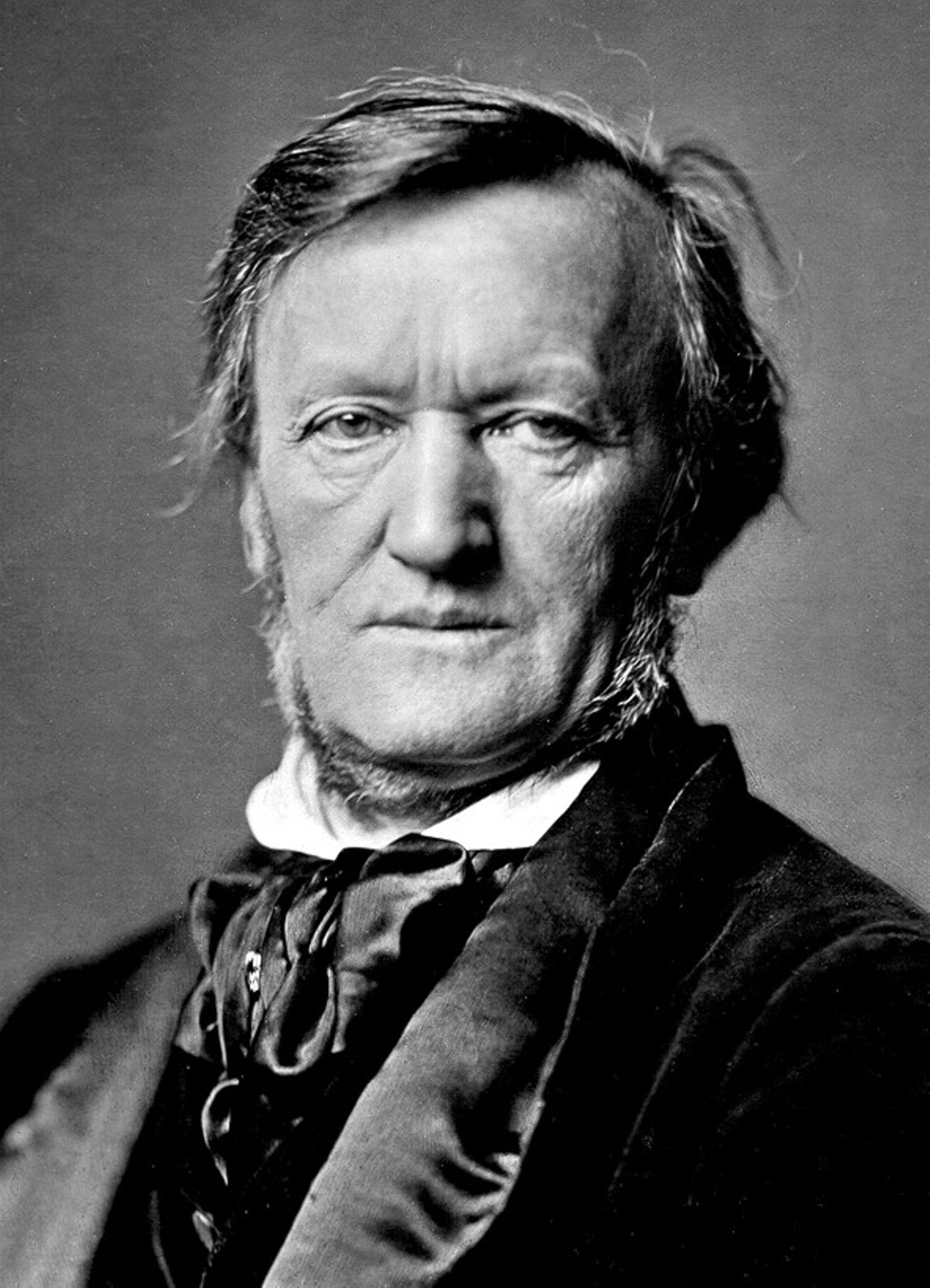
Richard Wagner (1813-1883) en 1871.

Richard Wagner et sa volonté de créer des œuvres totales ne trouve cependant pas de succès en France avec son Tannhäuser quand il le monte en 1861 à Paris. C'est avec Hänsel und Gretel de 1893 d’Engelbert Humperdinck ainsi que les ouvrages de Richard Strauss que l'opéra allemand est également représenté en Europe. Ce dernier, qui, dans la de Richard Wagner, développe une orchestration et des techniques vocales similaires dans Salomé et Elektra de 1905 et 1909, mais c'est avec Der Rosenkavalier de 1911 que le compositeur connaît son plus fort succès et ouvre la voie à un nouvel espace esthétique pour les opéras.

### Ailleurs
L'Europe découvre vers la fin du siècle l'esthétique en provenance de l'est, en particulier de la Russie au travers d'une nouvelle génération de compositeurs avec par exemple Mikhaïl Glinka, considéré comme le créateur de l'école musicale russe moderne et ses opéras Une vie pour le tsar dès 1836 ou encore Rouslan et Ludmila de 1842, tous deux créés à Saint-Pétersbourg. D'autres compositeurs russes acquièrent une renommée durable en Europe tels que Modeste Moussorgski avec Boris Godounov de 1874, Alexandre Borodine avec Le Prince Igor de 1890 ou Nikolaï Rimski-Korsakov avec Sadko de 1898. C'est avec Piotr Ilitch Tchaïkovski que l'opéra russe prend toute son ampleur, avec Eugène Onéguine de 1879 ou La Dame de pique de 1890.
Depuis la République tchèque, l'opéra est représenté par Bedřich Smetana avec La Fiancée vendue de 1866 ou Rusalka d'Antonín Dvořák de 1901. On retrouve également Šárka de Zdeněk Fibich de 1897 et Jenůfa de Leoš Janáček de 1904.

## Suite et influences
À partir de la deuxième moitié du XIXe siècle, le compositeur italien Giacomo Puccini écrit plusieurs opéras qui dépassent le réalisme pour se diriger vers le vérisme. En cela, il s'éloigne en partie du romantisme pour s'approcher d'une approche renouvelée de l'opéra et cristallise une transition entre l'opéra romantique et l'opéra moderne. Par ailleurs, si un ouvrage comme La Bohème, créé en 1896 dont l'histoire se déroule dans un milieu populaire autour d'une histoire d'amour complexe mais classique, Madame Butterfly de 1904 représente déjà une forme modernisée du genre. Giacomo Puccini, successeur de Giuseppe Verdi, va au-delà du réalisme et se dirige vers le vérisme avec des ouvrages tels que Tosca de 1900 ou Madame Butterfly de 1904. L'opéra romantique ouvre aussi la voie aux mouvements du début du XXe siècle tels que l’impressionnisme de Claude Debussy avec Pelléas et Mélisande de 1902 ou encore l'équivalent du vérisme en France chez Gustave Charpentier avec Louise de 1900, mettant en scène des ouvriers de Paris.